# 백씨 (백제)
백씨(苩氏)는 백제의 성씨 중 하나이다. 《수서》 〈백제조〉에 백제의 대성팔족(大姓八族)의 하나라고 기록되어 있다.

## 백제 백씨의 유래
웅진(熊津) 지방을 근거지로 했다. 백제 한성 도읍기부터 두각을 나타낸 금강유역권 세력인 수촌리 세력과 관련이 있어보인다.
백제 백씨(苩氏)는 대체로 마한의 유민들이 백제(百濟)라는 나라 이름에서 음이 같은 '백(苩)'을 성(姓)으로 취한 것이라 여겨지고 있다. 백제 멸망 후 왕족인 부여씨(扶餘氏)가 여씨(余氏) 또는 서씨(徐氏)로 변성하였다고 전해지는 것처럼 백씨(苩氏) 일족들 또는 백제 유민들도 발음이 같은 한자인 '백(白)'으로 변성하였을 것으로 추정된다. 백씨의 경우, 백제 당시에 백씨들이 '백(苩)'이나 '백(白)'을 혼용했거나 백씨(苩氏)와 백씨(白氏)가 서로 다른 성씨로 계급이나 계통이 달랐을 수도 있다고 추정된다. 즉, 동성왕 때 위사좌평 백가(苩加, ? ~ 501년)나 무왕 때 달솔 백기(苩奇)는 '苩'으로 표기된 반면, 위덕왕 때 왜에 파견된 노반박사 백매순(白昧淳)과 화가 백가(白加)는 '白'으로 달리 표기된 것에서 이러한 차이를 찾을 수 있다. 혹은 기록 상 표기의 착오가 있었을 수도 있다.
같은 시기 또는 그 이전에 신라에도 백씨(白氏)로 추정되는 인물들이 있었다. 백룡(白龍)은 629년(진평왕 51) 신라의 파진찬으로 있었으나, 백씨인지는 확실치 않다. 7세기에 살았던 원효대사의 형인 설을신(薛乙臣)의 처가 정산 백씨(定山白氏)로 백씨 부인(白氏夫人)이었다는 기록은 경주나 순창 본관의 「설씨보」(薛氏譜)에 있다.「경주설씨족보」(慶州薛氏族譜)에는 설을신의 상계인 신라 초기에도 여러 백씨 부인들의 기록이 있다. 설씨보」(薛氏譜)는 신라 백씨의 존재를 제시한다.
백(苩)·백(百)·백(白)은 모두 '밝다'의 음차표기라는 견해가 있다.

## 지금 백씨와의 관계
고려 백씨의 오래된 본관은 상당(청주), 직산(천안), 남포(보령), 대흥(예산), 신풍(공주), 임천(부여) 등이다. 상당은 백제 상당현으로 상당성(上黨城)이 있었고, 직산은 마한의 본읍이요, 백제의 위례성(慰禮城)이다. 남포에도 주류성(周留城)으로 비정되기도 하는 오서산성 등 13개의 산성들이 집중적으로 분포하고 있다. 대흥은 임존성(任存城)이고, 신풍은 백제 중하대의 수도 웅진성(熊津城)이며, 임천은 가림성(加林城)이고 곧 부여이니 사비성(泗沘城)과 이웃하고 있다. 모두 백제에서 전략적 가치가 매우 높았던 대촌이며 고읍성들이고 저마다 백제 역사와 불가분의 관계를 갖고 있는 유적지들이다. 
위사좌평으로 가림성에서 동성왕에게 반기를 들었던 백가는 대성팔족이며, 신흥 강자로서 웅진의 토착 호족이었다. 백제 말기인 무왕 때의 백기(苩奇)는 달솔(達率), 장군으로 다시 백씨(苩氏)가 나타난다.
수원 등 백씨의 다른 본관이 려말선초에 들어서야 나타나는 데 비해,  고려 백씨들이 고려 초 또는 중기에 이미 대표적인 백제 고읍들마다 본관을 삼고 있었다는 것은 660년에 멸망한 백제의 유민 백씨들이 망국 백제에서 고려 창업으로 이어지는 300년동안 '백씨(苩氏)'를 '백씨(白氏)'로 바꾸고 대를 이어 그 곳에 정주한 결과가 아니라면 설명하기 어렵다고 보는 것이다. 상당과 신풍 본관은 소멸되었지만, 직산 본관은 조선 중기, 임천은 조선 후기를 거쳐 남포, 대흥 본관과 함께 지금도 이어져 오고 있다. 망국의 유민들이라 백제 서기와 함께 나라와 가문의 역사가 함께 소실되어 문헌적으로 고증할  길이 없다.

## 주요 인물
- 백가(苩加, ? ~ 501년)는 위사좌평으로 가림성(加林城, 부여군 임천면 성흥산성) 성주로 있다가 백제 동성왕을 시해하고 반란을 일으켰다.
- 백매순(白昧淳)은 백제의 노반박사(鑪盤博士)로 588년(백제 위덕왕 35) 사원 건축기술자로 왜에 파견되었다.
- 백가(白加)는 백제의 화가로 588년(위덕왕 35) 왜에 파견되었다.
- 백기(苩奇)는 달솔(達率)을 지낸 백제 무왕 때의 장군이다.

## 같이 보기
- 대성팔족
- 백제의 종족구성
- 진씨 (백제)
- 해씨 (백제)
- 목씨 (백제)
- 연씨 (백제)
- 사씨 (백제)
- 백제

### 내용주
1. ↑   백가(苩加)의 반란으로 백씨(苩氏) 일족에게 타격이 있었겠지만, 백가 이후 3 ~ 4 세대 이후인 1백년 이상이 지나서도 백기(苩奇)가 귀족 출신으로 달솔을 지내며 중앙으로 진출하는 것을 보면, 백씨(苩氏)가 대성팔족(大姓八族)의 지위를 꾸준히 유지했던 것으로 보인다. 백가(苩加)와 백기(苩奇)는 귀족 출신이고, 백가(白加)와 백매순(白昧淳)은 장인인 것으로 보아 백씨(苩氏)와 백씨(白氏)는 다른 성씨이거나 어떤 사정으로 분파된 씨족일 수 있다고 추정된다.
2. ↑   려말 선초에 불사이군을 가슴에 새기며 후손들에게 이씨 조선에서 벼슬하지 말라고 했던 가문들은 모두 지리멸렬해졌다. 그런 가운데서도 남포, 대흥 등의 백씨들은 조선 중기 이후에는 임란이나 병란을 맞아 백인국, 백현룡, 백중립 등이 창의하고, 이조 말에는 백홍수의 아들 백낙관이 순국하는 등 계통을 이어오고 있다.

### 참조주
1. ↑  이기백, 《웅진시대 백제의 귀족세력》, 백제연구 특집호, 1982, 41～43쪽.
2. ↑  강종원,《수촌리 백제고분군 조영세력 검토》『백제연구』42집, 충남대학교 백제연구소, 2006.
3. ↑  「경주설씨족보」(慶州薛氏族譜) 권지1, 계림설씨등관록(鷄林薛氏登官錄).
4. ↑  李弘稙, 1987 百濟人名考 韓國古代史의 硏究 , 358쪽 ; 장세경, 1988 日本書 紀 에 실린 한국 인명 중 동일인 인명의 이표기에 대한 연구 韓國學論集 14, 521쪽.